# 飯田年平
飯田 年平（いいだ としひら、文政3年8月6日（1820年9月12日） - 明治19年（1886年）6月26日）は、因幡国鳥取藩国学方、国学者である。

## 生涯
因幡国気多郡寺内町（現・鳥取県鳥取市）の加知弥神社祠官飯田秀雄の次男として生まれる。
秀雄が本居大平の門人であったため、年平も大平に従学、さらに加納諸平にも学んだ。その好学を鳥取藩主池田慶徳に認められ、万延元年（1860年）3月、士班に列して鳥取藩国学方雇となる。挙兵に失敗した天誅組の三枝蓊を屋敷に匿った。明治維新後は、まず史官となり、次いで神祗大史となる。その後、神祇大録・式部大属兼中掌典・神宮神嘗祭奉幣使・式部寮御用掛准奏任官などを歴任。
明治19年（1886年）6月26日、死去の際に従六位に叙された。飲酒と貧窮の逸話に富み、家庭を営むことなく没す。墓所は青山霊園。

## 家族
- 父：飯田秀雄 - 加知弥神社祠官・国学者。歌人。
- 母：飯田汐子 - 歌人。別名: 白岩志保
- 姉：飯田俊子 - 歌人。
- 兄：飯田秀臣 - 加知弥神社祠官。歌人。
- 妹：原田輝子 - 歌人。養蚕の振興に尽くす。
- 姪：古田むめ - 日本女子美髪学校校長。